# خروس‌کلی دم‌سفید
خروس‌کلی دم‌سفید (نام علمی: Vanellus leucurus) نام یک گونه از سرده خروس‌کلی‌ها است.